# Василиса Микулишна (мультфильм)
«Василиса Микулишна» — советский рисованный мультипликационный фильм киностудии «Союзмультфильм» по мотивам былины о Ставре Годиновиче и Василисе Микулишне. 
Вторая работа режиссёра Романа Давыдова, разработавшего собственное тематическое направление — экранизации эпоса и исторические «кинополотна».

## Сюжет
Широк пир у киевского князя Владимира. Хвастают гости хмельные: кто златом-серебром, кто силой-удалью. Лишь Ставр Годинович молчит. Когда же князь Владимир поинтересовался, чем тот может похвалиться, ответил боярин черниговский, что сам он слишком богат, чтобы хвастать. Разве жена его, Василиса Микулишна, умна и хитра, и всех присутствующих вокруг пальца обведёт.
Рассердился хозяин с семьёй да гостями, бросил главного героя в темницу и послал воинов найти его жену и имущество: «Посмотрим, что за умница». Но дурные вести вперёд гонца бегут: узнала Василиса Микулишна о горе, обрезала косы свои русые, переоделась в платье татарское и под видом посла Золотой Орды поехала в стольный Киев выручать своего мужа.
Вошёл мурза в терем княжеский и потребовал дань за 12 лет да Забаву Путятичну в жёны. Кинулся князь Владимир собирать требуемое, но заподозрила Забава, что гость — женщина переодетая. Стали его испытывать. Но во всём превзошёл посол: и в борьбе богатырской, и скачках, и в тавлеях — во всём он первый.
Честным пирком, да и за свадебку. Да только не весел жених: плохи у князя гусляры да песенники. Вот если бы Ставр Годинович сыграл бы. Привели боярина черниговского, но он не хочет развлекать князя с гостями. Тогда предложил посол отдать ему главного героя в обмен на дань за 12 лет. Уступил князь Владимир с превеликой радостью, и лишь тогда открылась Василиса Микулишна и поехала с мужем в путь обратный.

## Создатели
- Автор сценария — Виктория Токарева
- Режиссёр — Роман Давыдов
- Художник-постановщик — Виктор Никитин
- Композитор — Валерий Кикта
- Оператор — Борис Котов
- Звукооператор — Георгий Мартынюк
- Художники-мультипликаторы:
  - Владимир Зарубин
  - Виталий Бобров
  - Олег Комаров
  - Александр Мазаев
  - Фёдор Елдинов
  - Виктор Лихачёв
  - Владимир Шевченко
  - Олег Сафронов
- Художники: Вера Харитонова, Николай Куколев, В. Максимович
- Монтажёр — Любовь Георгиева
- Редактор — Аркадий Снесарев
- Ассистенты: Е. Туранова, Майя Попова, Алла Горева
- Директор картины — Любовь Бутырина
- Роли озвучивали:
  - Анна Каменкова — Василиса Микулишна
  - Анатолий Васильев — Ставр Годинович
  - Владимир Басов — Владимир, князь киевский
  - Роман Филиппов — слуга князя, один из гостей на пиру князя (нет в титрах)

## Ошибки в мультфильме
Когда князь Владимир с переодетой в посла Василисой Микулишной играют в шахматы, она объявляет ему мат ходом ферзя по вертикали f на поле f2, находящемся под ударом слона с5. Но во времена Киевской Руси это было невозможно: в то время правила шахмат были другими. Тогда действовали правила шатранджа, по которым как раз ферзь и слон были намного слабее, чем в современных шахматах: ферзь ходил только по диагонали и только на одно поле (таким образом, ход им по линии f был невозможен), а слон мог ходить по диагоналям лишь на два (на одно — не мог) поля. Чернопольному слону чёрных были, таким образом, доступны лишь поля f8, d6, b8, b4, h6, f4, d2 и h2 (поля c5 и f2 недоступны). Лишь к XV веку сложились современные классические правила шахмат (см. Шахматы#История).